# Maîtrise de la demande en énergie
Pour les articles homonymes, voir DSM.
La notion de maîtrise de la demande en énergie (qui comprend celle de maîtrise de la demande en électricité) souvent dite MDE (en anglais, energy demand management (EDM), demand-side management ¡ (DSM) ou demand-side response (DSR)), regroupe des actions d'économies d'énergie développées du côté du consommateur final, et non du producteur d'énergie (bien que ce dernier puisse y contribuer). 
La MDE a été initiée dans les années 1990, aux États-Unis et en Europe principalement (dont en France avec le soutien de l'AFME devenue ADEME). 
Elle vise à diminuer la consommation générale d'énergie par la demande plutôt que par l'offre.
Elle peut viser des acteurs spécifiques, ou une zone géographique particulière, par exemple une zone isolée, où il est bien plus rentable d'installer des solutions de type géothermie, éolien et panneaux solaires plutôt que de coûteusement créer une nouvelle ligne électrique ou un nouveau tuyau de gaz par exemple, surtout si les bâtiments sont bien isolés, et écoconçus pour être sobre et économes en énergie.

## Objectifs
La MDE répond à un ou plusieurs des enjeux et objectifs suivants :
- réduire la quantité d'énergie (gaz ou électricité) appelée sur un réseau,  pour éviter d'avoir à renforcer le réseau de distribution quand il approche ses limites de charge,
- diminuer le gaspillage énergétique ,
- diminuer les émissions de gaz à effet de serre ,
- diminuer la dépendance énergétique d'un pays ou d'une collectivité,
- limiter les risques liés au nucléaire,
- diminuer la précarité énergétique (et secondairement l'endettement, les inégalités écologiques et de santé face à l'accès à l'énergie et à l'efficience énergétique), car les matériels efficients sont plus chers à l'achat et donc moins accessibles aux pauvres, qui s'appauvrissent plus encore en raison de coûts de fonctionnement et d'achat de carburant ou électricité plus élevés,
- diminuer les consommations énergétiques par le recours à la responsabilité des utilisateurs de bâtiments, avec le Défi famille à énergie positive[1] pour le logement, ou avec notamment le Concours Usages bâtiment efficace (CUBE 2020) dans le tertiaire.

## Moyens
Pour renforcer la sécurité des approvisionnements à moyen et long terme lors des pointes de consommation d'énergie (gaz, fuel et électricité principalement en France), la croissance de la demande à la pointe peut être maîtrisée via trois axes principaux :
1. la maîtrise globale de la demande[2] ;
2. la maîtrise des usages contribuant à la croissance de la pointe[2] ;
3. le développement de l'effacement de consommation électrique[2].

## Modalités
La MDE met en œuvre des techniques d'économie, d'efficience énergétique et de gestion de l'électricité afin de réduire la consommation électrique et les pertes sur le réseau. Elle le fait via des éco-conseillers, des conseillers spécialisés, des subventions (autorisées en France par la loi).
Dans le domaine de la maîtrise des besoins en chauffage, on peut citer plusieurs actions typiques de MDE : 
- limitation des pertes thermiques(facteur important de la maîtrise des besoins en chauffage) ;
- encouragement à diminuer la température de chauffage ;
- encouragement, via étiquetage clair (étiquette-énergie), éventuellement via des subventions ou crédits d'impôts à l'achat d'équipements domestiques ou de bureaux efficients ou à faible consommation ;
- certains outils de type domotique (de régulation thermique ou de régulation de la consommation d'énergies de réseau) ou compteurs intelligents ;
- un soutien de type tiers investissement ;
- de l'aide et du conseil... (réseau des écoconseillers et des points info-énergie et Espaces info-énergie en France, points Environnement-conseil, etc.)

## En France
L'ADEME soutient, avec de nombreuses régions et agences de l'énergie ou de l'environnement des actions de MDE depuis les années 1990, avec une dernière campagne de sensilisation sur le thème : « Faisons vite, ça chauffe ». 

Les fournisseurs d'énergie qui encourageaient autrefois la consommation doivent aujourd’hui ajouter la mention « l'énergie est notre avenir, économisons-la ! » à leurs messages de communication.
Plus récemment, la loi Grenelle II et la loi relative à la modernisation et au développement du service public de l'électricité précitée et aux objectifs fixés encourage les collectivités territoriales, les établissements publics de coopération intercommunale et les syndicats mixtes compétents en matière de distribution publique d'énergies de réseau à : « de manière non discriminatoire, réaliser des actions tendant à maîtriser la demande d'énergie de réseau des consommateurs finals ou faire réaliser, dans le cadre des dispositions de l'article L. 2224-31, des actions tendant à maîtriser la demande d'énergie de réseau des consommateurs desservis en basse tension pour l'électricité ou en gaz, lorsque ces actions sont de nature à éviter ou à différer, dans de bonnes conditions économiques, l'extension ou le renforcement des réseaux publics de distribution d'énergies de réseau relevant de leur compétence. Ces actions peuvent également tendre à maîtriser la demande d'énergies de réseau des personnes en situation de précarité ».
- Ces acteurs peuvent notamment « apporter leur aide à ces consommateurs en prenant en charge, en tout ou partie, des travaux d'isolation, de régulation thermique ou de régulation de la consommation d'énergies de réseau, ou l'acquisition d'équipements domestiques à faible consommation. Ces aides font l'objet de conventions avec les bénéficiaires ».
- Les collectivités territoriales finançant des actions de MDE de réseau ont droit à des CEE (certificats d'économies d'énergie[7]). 
Les communes ou EPCI (établissements publics de coopération intercommunale) de moins de 50 000 habitants, les syndicats mixtes et les Pays[8] qui ne sont pas soumis à cette obligation peuvent adopter un plan climat-énergie territorial.
- Dans le Secteur résidentiel-tertiaire, le Plan bâtiment du Grenelle de l'environnement doit généraliser dans la construction nouvelle le bâtiment basse consommation dès 2012 et les bâtiments à énergie positive avant 2020, réduire de 38 % la consommation d'énergie d’ici à 2020,  rénover les logements sociaux les plus énergivores avant 2020, rénover les bâtiments de l’État et encourager la réhabilitation énergétique des anciens bâtiments, en s'appuyant notamment sur des efforts de formation, des aides financières et l'application de la RT2012, l'écoconception et à l'étiquette énergie, les certificats d'économies d'énergie, etc.
- Les secteurs agricoles et industriels sont aussi sollicités.